# Alpha Magnetic Spectrometer

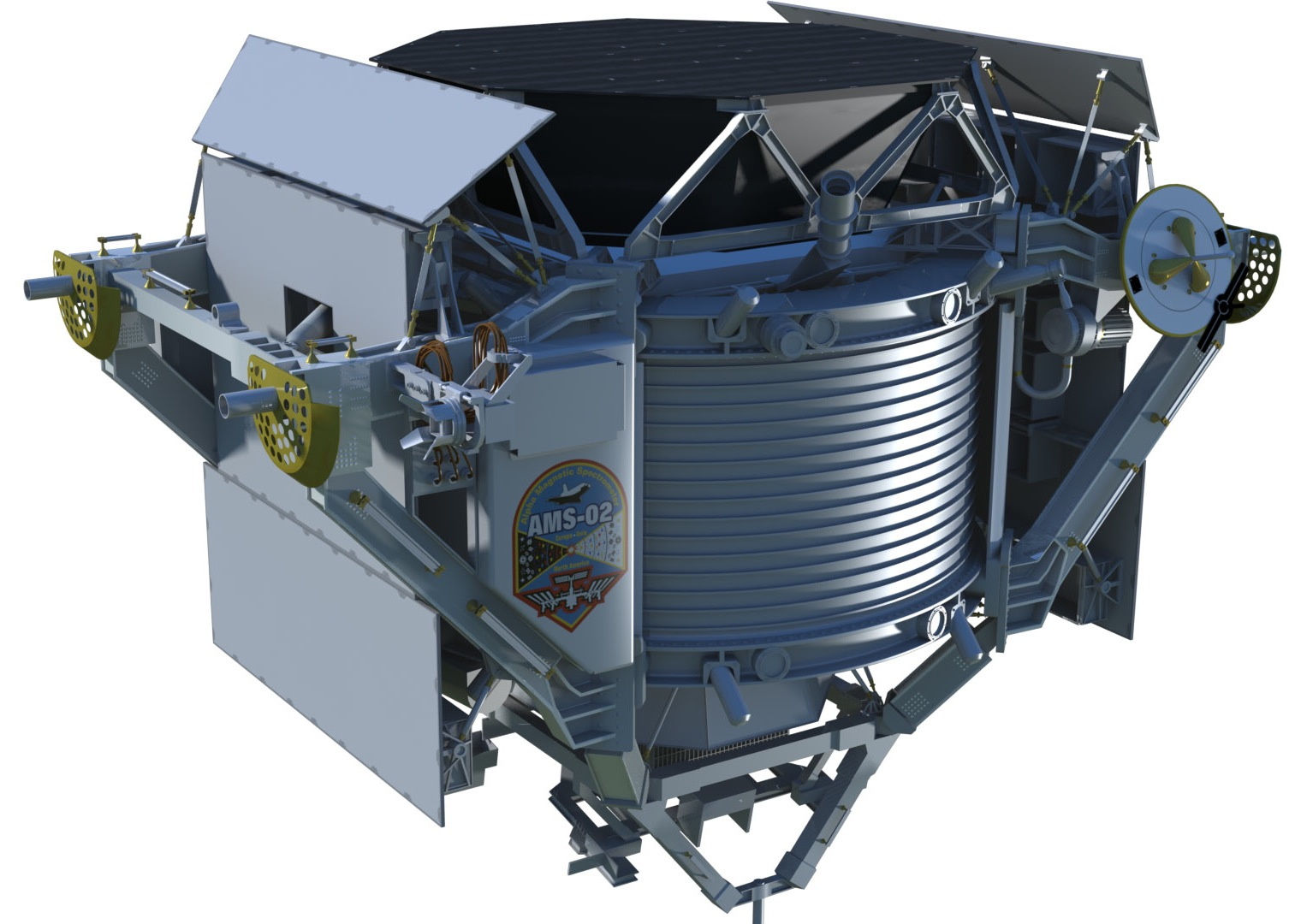
De Alpha Magnetic Spectrometer

De Alpha Magnetic Spectrometer, ook wel AMS-02 genaamd, is een experiment op het gebied van de astrofysica dat gemonteerd is aan het internationale ruimtestation ISS. De lancering vond plaats op 16 mei 2011 met missie STS-134, de laatste missie van spaceshuttle Endeavour.
De AMS-02 weegt bijna zeven ton en is circa vier meter hoog. Het meetinstrument is ontworpen om tien jaar lang te zoeken naar verschillende vormen van ongewone materie door kosmische straling te meten. Het gaat speciaal op zoek naar antimaterie (antiprotonen, positronen en anti-heliumdeeltjes) en donkere materie. Geladen deeltjes van kosmische straling worden met een 0,125 T krachtige permanente magneet afgebogen richting de deeltjesdetectoren. Op deze wijze neemt het instrument zo'n tweeduizend deeltjes per seconde waar.
Hoofdonderzoeker en drijvende kracht achter dit project is Nobelprijswinnaar Samuel Ting. De koelinstallatie van de deeltjesdetector werd ontworpen door Nikhef en daarna verder ontwikkeld en gebouwd door het Nederlands Lucht- en Ruimtevaartcentrum (NLR). De koelinstallatie dient ervoor dat de van silicium gemaakte detectoren (de zogenaamde siliciumtracker) op een zo constant mogelijke temperatuur wordt gehouden onafhankelijk van de stand van het ruimtestation ten opzichte van de zon. Het testen werd verricht bij het European Space Research and Technology Centre (ESTEC) in Noordwijk. Ook het CERN, de Europese organisatie voor kernonderzoek, is actief bij het project betrokken. Zo bevindt zich bij het CERN het Payload Operation Centre van waaruit het instrument wordt bestuurd en de data binnenkomt.